# Zavety Il'iča
Zavety Il'iča (in russo Заветы Ильича?) è un insediamento di tipo urbano della Russia, situato nel Territorio di Chabarovsk. Si trova nel distretto Sovetsko-Gavanskij.
La località si trova 7 km a nord di Sovetskaja Gavan' sul lato opposto della baia omonima.